# Laxton's Bountiful
Laxton's Bountiful o simplemente Bountiful es una variedad cultivar de ciruelo (Prunus domestica), de las denominadas ciruelas europeas. Un híbrido del cruce de 'Victoria' x 'Red Magnum Bonum'. Criado en Bedford por "Laxton Bros. Ltd.", en 1900.
Las frutas tienen una talla de tamaño mediano a grande, de forma ovalada, bastante regular, su piel presenta color rojo púrpura, y su pulpa es de color amarillo dorado, textura firme pero no muy jugosa, con un sabor ligeramente dulce. Tolera las zonas de rusticidad según el departamento USDA, de nivel 4, 5, 6, 7, 8, 9.

## Sinonimia
- "Bountiful".

## Historia
'Bountiful' es una variedad de ciruela, híbrido del cruce de 'Victoria' como "Parental Madre" x el polen de 'Red Magnum Bonum' como "Parental Padre". Desarrollado y criado por Edward Laxton en los viveros "Laxton Bros. Ltd." Bedford, Inglaterra, (Reino Unido) a inicios del siglo  XX en 1900. Fue introducida en los circuitos comerciales en 1926. Fue galardonada con el «Award of Merit» (Premio al Mérito) por la "Royal Horticultural Society" en 1926.
'Bountiful' se cultiva en la National Fruit Collection con el número de accesión: 1925 - 002 y nombre de accesión : Laxton's Bountiful.

## Características
'Bountiful' árbol de crecimiento débil con muchas ramas y ramas caídas que se rompen y rasgan con facilidad. Las ramas también pueden romperse. Las flores deben aclararse mucho, de lo contrario, los frutos se volverán demasiado pequeños y sin sabor. Parcialmente autopolinizante. Se puede cultivar en cualquier suelo. Sensible a la galena y al cáncer bacteriano. Tiene grandes exigencias de suelo. Tiene un tiempo de floración que comienza a partir del 15 de abril con el 10% de floración, para el 19 de abril tiene una floración completa (80%), y para el 29 de abril tiene un 90% de caída de pétalos.
'Bountiful' tiene una talla de tamaño mediano a grande, de forma oval, bastante regular, con peso promedio de 39.40 g, sutura muy poco profunda;epidermis tiene una piel fuerte y ácida, presenta color rojo púrpura; pedúnculo de longitud media, finos, leñosos, muy pubescentes, de longitud media de 11.61 mm; pulpa de color amarillo dorado, textura firme pero no muy jugosa, con un sabor ligeramente dulce.
Hueso semi pegado a la pulpa.
Su tiempo de recogida de cosecha se inicia en su maduración de finales julio a inicios de agosto. Recoja a tiempo, porque las frutas a menudo se caen justo antes de que estén maduras.

## Usos
Se utiliza para su consumo en fresco, y muy apropiada en usos culinarios.